# Sjöskum
Sjöskum, även sepiolit, är ett vattenhaltigt trisilikatmineral (fyllosilikat) med den kemiska formeln H4Mg2Si3O10. Det är en omvandlingsprodukt av mineralen serpentin eller magnesit. Sjöskum förekommer i porösa block som ibland kan hittas flytande på havet. Det har kommit till användning för tillverkning av rökpipor och munstycken.

## Egenskaper
En alternativ kemisk formel för sjöskum är Mg4Si6O15(OH)2·6H2O. Dess kristaller är kryptokristallint stavformiga, och det förekommer även som massiva klumpar och aggreggatmassor.
Sjöskum är ogenomskinligt och har en gråvit färg med dragning åt gräddgult. Det är mjukt och lättarbetat med såg eller kniv. Den smälter ner till vit emalj vid hög värme. Hårdheten är enligt Mohs 2–2,5 och specifik vikt 2,0, men skenbart 0,8–1,1 beroende på materialets porositet. Det möjliggör för klumpar av mineralet att flyta på vatten (se nedan).
Mineralet kan i vissa former vara fibröst och ibland blandat med asbest. Det krävs i så fall analys för att avgöra om mineralet är rent eller inte.

## Förekomst
Det förekommer derbt, det vill säga relativt massivt, eller insprängd i större eller mindre partier, har också matt jordartat brott.
Sjöskum förekommer flytande på vattnet – främst i Svarta havet – i form av torra, porösa mineralbitar. Detta fenomen har gett mineralet dess tyska namn Meerschaum samt motsvarigheter i andra språk. Mineralnamnet sepiolit kommer dock från dess likhet (till färg och glans) med papegojbenet hos Sepia och andra bläckfisksläkten. Det förekommer oftast inlagrat i yngre sedimentära bildningar i Turkiet, Grekland, Spanien, samt i Mugnafjell och Valdres i Norge. 
Det för teknisk användning bästa sjöskummet förekommer på slätterna vid Eskişehir i Turkiet.

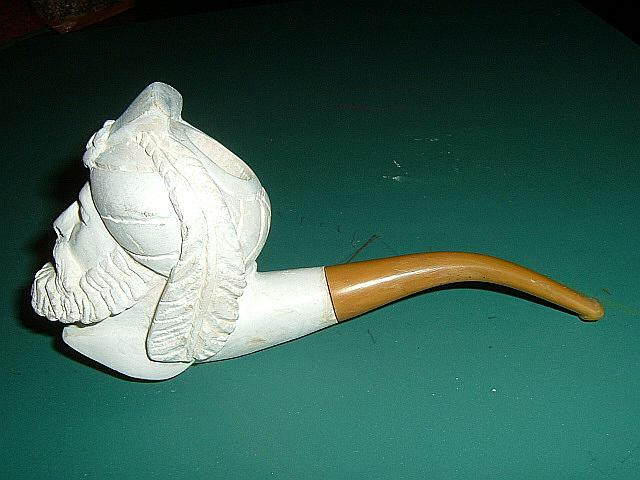
En pipa gjord av sjöskum.

## Användning
Sjöskum används bland annat som relativt exklusivt material i rökpipor och munstycken. Vid bearbetning kokas sjöskummet med vax eller spermaceti varvid det får en elfenbensartad glans. I samband med piptillverkning ges ofta piphuvudet en konstnärlig utformning.
Den första noteringen av rökpipor gjorda av sjöskum härrör från (cirka) 1723. Lättheten att snida i mineralet bidrog till populariteten för piptillverkning. Vid den tiden var sjöskum en exklusiv ersättning för pipor av lera; från mitten av 1800-talet kom dock trädljung att bli det vanligaste pipmaterialet. 
Sjöskummets porösa karaktär innebär också att fukt och tjära tas upp av materialet, och detta leder successivt till andra färgskiftningar i pipans yttre.
Avfall från bearbetning och mindre gott sjöskum kan malas till pulver och kokas med piplera och alun. Degen formas sedan på önskat sätt och bearbetas efter torkning. Denna massa är hårdare och tyngre än äkta sjöskum, men ofta svår att skilja från denna.